# 夏尔西里
45°17′N 81°47′E / 45.283°N 81.783°E
夏尔西里或夏尔希里，是中国新疆维吾尔族自治区博尔塔拉蒙古自治州博乐市西北部一座自治区级自然保护区。北与哈萨克斯坦接壤，其余三面被哈日图热格森林公园所环绕。总面积为314平方千米。
夏尔西里为蒙古语“金色的山梁”的意思。夏尔希里地区位于阿拉套山南坡，北以阿拉套山山脊为界与哈萨克斯坦接壤。历史上是中、哈两国争议区，1998年中哈勘界补充规定将该地划归中国。2000年6月成立自然保护区。由于长期属于军事禁区，人员活动稀少，故自然资源保存完好。保护区内沟壑纵横，地形复杂，集森林、草原、湿地等多种生态系统于一体，生态环境非常原始，是新疆旅游景点中少有的未被人为破坏的自然生态保护区，被誉为“中国最后一块净土”和“珍稀的天然基因库””。